# Ignacio Caycedo y Pastrana
Juan Ignacio Caycedo y Pastrana Villacís fue un abogado neogranadino doctor de la Universidad del Rosario. Alcalde ordinario de Santafé en 1733 y 1737, también fue procurador general en 1735 y 1737.